# 멜리치나 스타뉴타
멜리치나 즈미트리예우나 스타뉴타(벨라루스어: Меліціна Дзмітрыеўна Станюта, 러시아어: Мелитина Дмитриевна Станюта 멜리티나 드미트리예브나 스타뉴타[*], 1993년 11월 15일 ~ )는 벨라루스의 리듬 체조 선수이다.

## 생애
1998년부터 리듬 체조를 시작하였고 2005년 벨라루스의 리듬 체조 코치였던 라리사 루키야넨코(Larissa Loukianenko)에게 지도를 받았고, 리듬체조 국가대표팀에 포함되었다.
2007년 주니어 시절부터 유럽 리듬 체조 선수권 등에서 수상을 하였고, 시니어 시절도 여러 대회에서 많은 상을 탔으며, 2010년 모스크바와 2013년 키에프 세계 리듬 체조 선수권 대회에서 개인종합 동메달 3위를 하였다.
멜리치나 스타뉴타의 할머니는 벨라루스의 유명한 영화 배우인 스테파니야 스타뉴타이다. 멜리치나 스타뉴타는 Bon aqua의 모델을 하였다.

## 경력
- 2007년
  - 바쿠 리듬 체조 유럽 선수권 대회 주니어 리본 동메달
- 2008년
  - 토리노 리듬 체조 유럽 선수권 대회 주니어 줄 은메달, 리본 은메달, 단체전 은메달
- 2009년
  - 미에 리듬 체조 세계 선수권 대회 후프 동메달, 단체전 은메달
  - 민스크 리듬 체조 월드 컵 시리즈 개인종합 동메달, 줄 은메달, 후프 동메달, 볼 동메달, 리본 동메달
  - 베를린 리듬 체조 그랑프리 파이날 개인종합 동메달, 리본 은메달, 줄 동메달
  - 카오시웅 리듬 체조 세계 게임 볼 동메달
- 2010년
  - 모스크바 리듬 체조 세계 선수권 대회 개인종합 동메달, 줄 동메달, 단체전 은메달
  - 페사로 월드 컵 시리즈 개인종합 동메달, 볼 은메달, 리본 동메달, 줄 동메달
- 2011년
  - 몽펠리에 리듬 체조 세계 선수권 대회 단체전 은메달
  - 타쉬켄트 리듬 체조 월드 컵 시리즈 곤봉 동메달
- 2012년
  - 민스크 리듬 체조 월드 컵 시리즈 리본 동메달, 후프 동메달, 곤봉 동메달
- 2013년
  - 키에프 리듬 체조 세계 선수권 대회 개인종합 동메달, 리본 동메달, 볼 동메달
  - 비엔나 리듬 체조 유럽 선수권 대회 단체전 동메달, 줄 동메달, 곤봉 동메달
  - 상테부르크 리듬 체조 월드컵 시리즈 개인종합 은메달, 곤봉 동메달, 후프 동메달
  - 칼리 리듬 체조 세계 게임 볼 금메달, 곤봉 금메달, 후프 은메달
  - 카잔 하계 유니버이사드 대회 후프 은메달
  - 브르노 리듬 체조 그랑프리 개인종합 동메달, 곤봉 은메달, 리본 동메달, 후프 동메달, 볼 동메달

- 2015년
  - 제28회 광주 하계유니버시아드대회 리듬체조 리본 금메달
  - 제28회 광주 하계유니버시아드대회 리듬체조 곤봉 은메달
  - 제28회 광주 하계유니버시아드대회 리듬체조 후프 동메달

## 체조 음악
| 년도 | 종목   | 음악                                                                                |
| ---- | ------ | ----------------------------------------------------------------------------------- |
| 2013 | Hoop   | La Leyenda Del Beso by Raul Di Blasio                                               |
| 2013 | Ball   |                                                                                     |
| 2013 | Clubs  |                                                                                     |
| 2013 | Ribbon | Khachaturian: Masquerade: I Waltz by Alexander Lazarev & Bolshoi Symphony Orchestra |
| 2013 | Gala   | Après Moi by Regina Spektor                                                         |
| 2012 | Hoop   | The Puss Suite music from Puss in Boots OST by Henry Jackman                        |
| 2012 | Ball   | Я тебя никогда не забуду (I will never forget you) by Aleksandr Marshal & Ariana    |
| 2012 | Clubs  | Wals music from The Master and Margarita OST Igor Kornelyuk                         |
| 2012 | Ribbon | Spanish folk guitar                                                                 |
| 2011 | Hoop   | Pa' Bailar music from Mar Dulce by Bajofondo                                        |
| 2011 | Clubs  | ?                                                                                   |
| 2011 | Ball   | ?                                                                                   |
| 2011 | Ribbon | Spanish folk guitar                                                                 |
| 2011 | Gala   | La valse d'Amélie & J'y suis jamais allé (remix version) by Yann Tiersen            |
| 2010 | Hoop   | Domingo by Gotan Project                                                            |
| 2010 | Rope   | Ja Vstretil Vas I've Met You / Mama Lakatos - Live From Budapest" by Roby Lakatos   |
| 2010 | Ball   | Django music from Fire Danceby Roby Lakatos                                         |
| 2010 | Ribbon | Rock Prelude by David Garrett                                                       |
| 2010 | Gala   | Music of Cataclysm - The Shattering                                                 |
| 2009 | Hoop   | Letka-Enka by Hor Tureckogo                                                         |
| 2009 | Rope   | Ja Vstretil Vas I've Met You / Mama Lakatos - Live From Budapest" by Roby Lakatos   |
| 2009 | Ball   | Django music from Fire Danceby Roby Lakatos                                         |
| 2009 | Ribbon | ?                                                                                   |

## 관련 인물
- 예브게니야 카나예바
- 마르가리타 마문
- 야나 쿠드럅체바
- 카차리나 할키나
- 손연재